# Joji
George Kusunoki Miller (ジョージ・楠木・ミラー, Jōji Kusunoki Mirā, ur. 18 września 1992 w Osace), znany pod pseudonimem Joji, wcześniej pod pseudonimami internetowymi Filthy Frank i Pink Guy – japoński piosenkarz, autor tekstów, producent muzyczny, była osobowość internetowa, youtuber i komik. Twórca internetowego memu o nazwie Harlem Shake.
Kariera Millera rozpoczęła się na jego trzech kanałach w serwisie YouTube: DizastaMusic, TVFilthyFrank i TooDamnFilthy. Składały się z piosenek rapowych, przekleństw, tyrad, ekstremalnych wyzwań, występów na ukulele i szokującego pokazu humoru zatytułowanego The Filthy Frank Show, w którym większość głównych bohaterów grał sam Miller, jako Filthy Frank. Aby uzupełnić swój kanał TVFilthyFrank, Miller stworzył pierwszą komediową muzykę hip-hopową pod swoim pseudonimem Pink Guy. Filmy Millera miały szeroki wpływ na społeczność internetową, zapoczątkowały chociażby szał taneczny znany jako Harlem Shake, który był bezpośrednio odpowiedzialny za debiut piosenki Baauera „Harlem Shake” na szczycie listy Billboard Hot 100. Wiele osobistości YouTube pojawiło się na kanale TVFilthyFrank jako główne lub epizodyczne postacie, w tym h3h3Productions, iDubbbz, JonTron, Michael Stevens i PewDiePie.
W grudniu 2017 roku Miller oświadczył, że wycofał się z kanału, aby skupić się na swojej karierze muzycznej pod nazwą Joji, produkując bardziej zniuansowaną i poważną muzykę, chwilę potem wydając minialbum In Tongues, który zadebiutował na 58. miejscu na liście Billboard 200, oraz swój debiutancki album Ballads 1, który osiągnął 1. miejsce na liście Billboard w listopadzie 2018 roku w zakresie R&B i hip-hopu. Miller stał się pierwszym artystą urodzonym w Azji, który tego dokonał. Muzyka Millera została opisana jako mieszanka R&B, lo-fi i trip hopu.

## Wczesne lata
Joji jest w połowie Japończykiem, w połowie Australijczykiem. Uczęszczał do międzynarodowej szkoły Canadian Academy w Kobe w Japonii, którą ukończył w 2012 roku. W wieku 18 lat opuścił Japonię i udał się do Stanów Zjednoczonych.
Miller po pewnym czasie próbował zachować swoją prywatność, przykładowo usunął z platformy YouTube film Filthy Frank Exposes Himself?, w którym ujawnił, że studiuje na Brooklynie w Nowym Jorku. Nie chciał ujawniać danych osobowych z obawy, że nie będzie miał możliwości późniejszego znalezienia pracy ze względu na charakter jego programu.

## Kariera rozrywkowa

### KanałDizastaMusic
Miller tworzył kontent komediowy na swoim kanale DizastaMusic na YouTube. Kanał zaczął zyskiwać popularność po konceptualizacji postaci Filthy Frank w 2012 roku, którą sam Miller opisał jako „anty-vlogera YouTube”. Pierwsze znane wideo na tym kanale (przed stworzeniem przez niego postaci Franka) zostało przesłane 19 czerwca 2008 r. i nosiło nazwę „Lil Jon spada ze stołu” (eng. „Lil Jon falls off a table”). Kanał DizastaMusic ma ponad 977 000 subskrybentów i 170 milionów wyświetleń od września 2020 roku. W dniu 15 sierpnia 2014 r. Miller przesłał wideo na kanał DizastaMusic, ogłaszając, że nie będzie więcej umieszczał na nim żadnych treści, ryzykując jego utratę z powodu licznych ostrzeżeń o prawach autorskich, przekierowując przy tym wszystkich widzów na nowy kanał, TVFilthyFrank.

### KanałTVFilthyFrank
Na kanale TVFilthyFrank, Miller nagrywał różnego rodzaju seriale, takie jak: „Food” (和食ラップ), „Japanese 101”, „Wild Games” i „Loser Reads Hater Comments”. Kanał we wrześniu 2020 r. miał 7,35 mln subskrybentów i 1,05 mld wyświetleń.

### KanałTooDamnFilthy
W dniu 1 lipca 2014 r. Miller otworzył trzeci kanał, TooDamnFilthy. Na tym kanale miał dwie serie, „Japanese 101”, który jest również prezentowany na kanale TVFilthyFrank oraz „Cringe of the Week”, który zwykle jest skracany do „COTW”. Od września 2020 r. TooDamnFilthy ma 2,25 miliona subskrybentów i 300 milionów wyświetleń.

### Dalsze losy
W dniu 27 września 2017 r. Miller ogłosił wydanie swojej pierwszej i obecnie jedynej książki, zatytułowanej Francis of the Filth, która odnosi się do tego czym jest The Filthy Frank Show.
W dniu 29 grudnia 2017 r. Miller opublikował oświadczenie na Twitterze, w którym wyjaśnił, że przestał produkować komedie, w tym osobowość jaką jest Filthy Frank, zarówno z powodu „poważnych schorzeń”, jak i osobistego braku zainteresowania kontynuowaniem serii. We wrześniu 2018 roku Miller stwierdził w wywiadzie dla BBC Radio 1, że nie miał innego wyjścia, jak zaprzestać produkcję komedii ze względu na stan zdrowia.

### Dziedzictwo
Program Millera Filthy Frank wywarł głęboki wpływ na kulturę internetową, odpowiedzialny za tworzenie wielu internetowych memów. Program Millera został okrzyknięty „uosobieniem dziwactwa”.
Filmy Millera miały szeroki wpływ, w tym rozpoczęcie kultowego tanecznego znanego jako Harlem Shake w 2013 roku, który był bezpośrednio odpowiedzialny za debiut piosenki Baauera „Harlem Shake” na szczycie listy Billboard Hot 100. Inny youtuber i przyjaciel Millera, Ethan Klein (znany również pod pseudonimem h3h3Productions) opisał Filthy Frank jako „największego youtubera wszech czasów” w wywiadzie dla First We Feast z 2017 roku.

## Kariera muzyczna

### Pink Guy (2014–2017)
Miller zawsze miał pasję do komponowania muzyki. Wyraził, że jeszcze przed swoją karierą w YouTube interesował się muzyką i stworzył swój kanał YouTube, aby ją promować. W wywiadzie dla Pigeons and Planes powiedział: „Zawsze chciałem tworzyć normalną muzykę. Założyłem kanał YouTube, aby ją spopularyzować. Ale potem sprawy Filthy Frank i Pink Guy stały się dużo większe niż myślałem, stwierdziłem, że muszę się z tym pogodzić”.
Muzyka Millera pod batutą Pink Guy jest często komiczna i pozostaje wierna naturze jego kanału na YouTube, dotyczącego satyry. Jego debiutancki album Pink Season zadebiutował na 70 miejscu listy Billboard 200. Pod swoim pseudonimem komediowym Pink Guy, Miller wyprodukował jeden mixtape, jeden album i jedną EP’kę, odpowiednio Pink Guy, Pink Season i Pink Season: The Prophecy. W dniu 16 marca 2017 r. Miller po raz pierwszy wystąpił jako Pink Guy na SXSW. Plany na przyszłość obejmowały „od dawna spóźnioną” trasę koncertową, trzeci album pt. Pink Guy i dalsze postępy w jego osobistej muzyce poza osobowością Pink Guy.
Jednak od 29 grudnia 2017 r. Joji zaprzestał produkcji wszystkich treści związanych z Filthy Frank, w tym muzyki Pink Guy.

### Joji (2015 – teraz)
Oprócz komediowej i często opartej na rapie muzyki, którą stworzył pod pseudonimem Pink Guy, Miller stworzył także bardziej poważną i tradycyjną muzykę pod innym pseudonimem scenicznym – Joji, który stał się jego głównym celem pod koniec 2017 roku. Mówiąc o jego przejściu z kariery w YouTube do swojej kariery muzycznej jako Joji, Miller powiedział w wywiadzie dla Billboard „teraz mogę robić rzeczy, które chcę usłyszeć”. W artykule Billboardu określił także, że „Joji” nie jest postacią taką jak Filthy Frank i Pink Guy. „Myślę, że na tym polega różnica” – kontynuuje, „Joji to po prostu ja”.
Dorastając w Higashinada-ku w Kobe w Japonii, Miller zaczął produkować muzykę i śpiewać z przyjaciółmi jako dodatkowe hobby i sposób na spędzanie czasu. Po przeprowadzce na Manhattan w Nowym Jorku, Miller rozpoczął swoją karierę muzyczną, jako Pink Guy, torując sobie drogę do oryginalnej osobowości – Joji. Miller pierwotnie ogłosił swój album pod nazwą artystyczną Joji w dniu 3 maja 2014 roku wraz z pierwszym albumem wydanym jako Pink Guy. Jednak Miller subtelnie anulował projekt, wydając dwie piosenki jako PinkOmega: „Dumplings” w dniu 4 czerwca 2015 r. i „wefllagn.ii 5” w dniu 28 sierpnia 2015 r., z których obie jednak zostały wydane na albumie Pink Guya pt. Pink Season, zmienił też nazwę drugiego utworu na „We Fall Again”.
Miller zamierzał utrzymać muzykę stworzoną pod pseudonimem Joji w tajemnicy przed dotychczasowymi fanami, ponieważ ci chcieli głównie jego muzyki komediowej. Pod koniec 2015 roku ukazały się dwa single, zatytułowane „Thom” i „You Suck Charlie”; oba zostały wydane pod fałszywym aliasem, ale szybko ujawniono, że użytkownikiem konta był Miller.
W 2017 roku Joji wydał kilka piosenek za pośrednictwem kanału YouTube należącego do azjatyckiej wytwórni muzycznej 88rising, piosenki nosiły nazwy „I Don’t Wanna Waste My Time” (wydana 26 kwietnia 2017 r.), „Rain on Me” (wydana 19 lipca 2017 r.) i „Will He” (wydana 17 października 2017 r.). Joji wystąpił w piosence „Nomadic” we współpracy z chińską grupą rapową Higher Brothers. Miller wystąpił na żywo jako Joji po raz pierwszy 18 maja 2017 roku w Los Angeles, wydarzenie to było transmitowane przez Boiler Room. W dniu 17 października 2017 r. Miller wydał debiutancki singiel ze swojego debiutanckiego komercyjnego projektu In Tongues. Singiel zatytułowany „Will He” został wydany na platformach Spotify i iTunes.
Minialbum In Tongues, został wydany 3 listopada 2017 przez Empire Distribution. Wersja deluxe tej EP’ki została wydana 14 lutego 2018 roku, zawierając 8 remiksów piosenek z pierwotnej EP’ki wraz z wydaniem „Plastic Taste” i „I Don’t Wanna Waste My Time” jako dodatkowe utwory. Joji wydał piosenkę „Yeah Right” w maju 2018 roku, stała się jego pierwszą na liście Billboard, osiągając 23 miejsce na liście Billboard R&B.
Miller wydał album Ballads 1 pod szyldem 88rising w dniu 26 października 2018 roku, szybko osiągnął szczyt listy Billboarda Hot R&B/Hip-Hop. Wkrótce po wydaniu Miller ogłosił trasę po Ameryce Północnej, obejmującą 9 koncertów na początku 2019 roku. W tym czasie był już w trasie koncertowej Ballads 1 w Europie.
4 czerwca 2019 roku Miller ogłosił swój nowy singiel zatytułowany „Sanctuary” na swojej stronie na Instagramie i wydał go 14 czerwca. Towarzyszył mu teledysk, który został przesłany na oficjalny kanał 88rising na YouTube.
Joji pojawił się w piosence „Where Does the Time Go?” z indonezyjskim raperem Rich Brianem na jego drugim albumie The Sailor.
W dniu 30 stycznia 2020 roku Miller ogłosił swój kolejny singiel pt. „Run”, który został wydany o północy 6 lutego 2020 roku wraz z teledyskiem wydanym później tego samego dnia. W dniu 2 marca 2020 roku wystąpił w The Tonight Show z udziałem Jimmy’ego Fallona, wykonując jedną ze swoich piosenek.
W dniu 16 kwietnia 2020 roku Joji ogłosił kolejny nowy singiel „Gimme Love”, wraz z nim zapowiedział swój nadchodzący album Nectar, który miał zostać wydany 10 lipca 2020 roku. Jednak 12 czerwca 2020 r. Joji ogłosił, że album został przesunięty z powrotem na 25 września 2020 r. z powodu pandemii COVID-19.

## Styl muzyczny
Muzyka Jojiego została opisana jako trip hop i lo-fi, która łączy elementy trapu, folku, elektroniki i R&B. Jego piosenki charakteryzowały się „wolniejszym tempem, melancholijnymi motywami i uduchowionym wokalem” z „minimalistyczną produkcją”. Sam Joji klasyfikuje swoją twórczość jako mroczne piosenki o miłości, z albumem Nectar z 2020 roku, w którym analizuje stereotypowe tropy i tematy.
Twórczością porównywany był do artysty Jamesa Blake’a, którego Miller wymienia jako swoją inspirację obok Radiohead, Shlohmo i Donald Glover. W wywiadzie dla Pigeons and Planes, Miller powiedział, że jego muzyka była inspirowana czasem dorastania w Osace i instrumentalnymi muzykami, których słuchał podczas studiów w Canadian Academy.

## Życie prywatne
Miller mieszka na Brooklynie w Nowym Jorku. Jego mama jest Japonką a tata Australijczykiem. Często lata do Los Angeles do pracy, ma tam również swoją rezydencję.
Miller ma nieujawnione zaburzenie neurologiczne, które powoduje napady wywołane stresem. To jeden z powodów, dla których porzucił karierę w serwisie YouTube.

## Dyskografia

### Jako Pink Guy
- Pink Season (2017)[68]

### Jako Joji
- In Tongues (Deluxe) (2018)[69]

- Ballads 1 (2018)[68]
- Nectar (2020)[68]
- SMITHEREENS (2022)[70]